# Влада ляльок
«Влада ляльок» (англ. The Power of the Puppets) — містичне оповідання Фріца Лайбера, вперше опубліковане в січні 1942 року журналом «Thrilling Mystery».

## Сюжет
Делія — дружина відомого лялькаря Джока Лейтропа, відвідує знайомого приватного детектива Джорджа Клейтона, щоб висловити побоювання, що ляльки її чоловіка є живими та небезпечними.
Вона показує одну із ляльок, в якої немає ні рук ні очей, і висловлює підозру, що ними управляють невеликі щуроподібні істоти.
Вона розказує, що чула вночі їхні голоси, які прогрожували вбити її чоловіка, якщо він їх не відпустить.
Як доказ, вона показує 5 маленьких порізів, начебто від крихітних кігтів.
Клейтон відвідує лялькаря Лейтропа коли той б'є одну зі своїх ляльок, але той переконує, що нічого незвичного не відбувається.
Хоча Клейтон примічає, що Лейтроп не показує йому свої руки і наявність в нього домашнього щура.
Та й наставник Лейтропа Форнетті стверджує, що той чинить речі які не можливі без чорної магії.
Делія розповідає, що це почалось після травми рук Лейтропа у Лондоні, коли він не маючи змоги працювати, пішов до бібліотеки дізнатись про свій родовід.
Клейтон знаходить у Лейтропа статтю про лялькаря Джокі Лоутропа, який продав душу Сатані за неймовірну майстерність. Він був убитий чи то власною дружиною чи своїми ляльками; та похоронений з відрізаними кистями рук.
Клейтон відвідує виставу Лейтропа «Панч і Джуді». Лейтроп грає сценку, де вбивця Панч має бути страчений катом Джеком Кетчем. Делія стріляє і вбиває ляльку Панча, щоб хоч таким чином довести свою правоту.
Лялька Джек Кетч тікає зі сцени зі своїм мечем.
Глядачі чують крик Лейтропа, і припускають, що Делія поранила його.
Форнетті першим біжить за кулісу і Клейтон знаходить його схиленим над тілом Лейтропа, який заколотий мечем у око.
Натовп звинувачує Форнетті, однак в цей момент оживає Джек Кетч на руці у Лейтропа і Клейтон розчавлює його підбором.
Знявши костюми ляльок, вони виявляють маленьких людських істот замість кистей Лейтропа.
Клейтон та Делія знаходять посмертний лист Лейтропа, в якому розповідається, що «ляльки» були його нерозвиненими близнюками.
І його роздуми над знайденою історією Джокі Лоутропа активували їхній розвиток.
Лейтроп припускає, що він повторить трагічну долю свого предка Лоутропа.